# Pierre Flourens
Marie Jean Pierre Flourens (Maureilhan, 13 de abril de 1794-Montgeron, 6 de diciembre de 1867) fue un biólogo fisiólogo experimental y médico francés, padre de Gustave Flourens, considerado como uno de los fundadores de la neurobiología experimental. Realizó un gran tarea en el desarrollo de la anestesia. A través del estudio de las ablaciones en animales, fue el primero en demostrar que la mente se encuentra en el cerebro, no el corazón.

## Biografía
Nació en Maureilhan, cerca de Béziers, en el departamento de Hérault. A los quince años comenzó a estudiar medicina en Montpellier, donde en 1823 recibió el grado de doctor. Al año siguiente se trasladó a París, llevando una introducción de AP de Candolle, el botánico, a Georges Cuvier, quien lo recibió amablemente, y se interesó por él. En París Flourens dedica a la investigación fisiológica, en ocasiones contribuye a las publicaciones; y en 1821, en el Athénée, dio una serie de conferencias sobre la teoría fisiológica de las sensaciones, que atrajo mucha atención entre los hombres de ciencia.
En 1825, Flourens fue pionero en el método experimental de la realización de las lesiones localizadas del cerebro en conejos y palomas viviendo y observando cuidadosamente sus efectos en la motricidad, la sensibilidad y el comportamiento. Su intención era investigar el localizacionismo, es decir, si las diferentes partes del cerebro tienen diferentes funciones, como el médico austriaco Franz Joseph Gall, el fundador de la frenología, se propone. El problema era que Gall no utilizó un método científico adecuado a sus afirmaciones. En 1825, Flourens fue elegido miembro de la Sociedad Filosófica Americana.
Flourens fue capaz de demostrar convincentemente por primera vez que las principales divisiones del cerebro eran de hecho en gran medida responsables de diferentes funciones. Mediante la eliminación de los hemisferios cerebrales, por ejemplo, todas las percepciones, la motricidad y el juicio fueron abolidos. La eliminación del cerebelo afectó al equilibrio y la coordinación motora de los animales, mientras que la destrucción del tronco cerebral, (bulbo raquídeo), causó su muerte. Estos experimentos condujeron a Flourens a la conclusión de que los hemisferios cerebrales son responsables de las funciones cognitivas superiores, que el cerebelo regula e integra los movimientos, y que la médula controla las funciones vitales, como la circulación, la respiración y la estabilidad corporal general. Por otra parte, no pudo (probablemente porque sus sujetos experimentales tienen cortezas relativamente primitivas) encontrar regiones específicas para la memoria y la cognición, lo que le llevó a creer que están representados en una forma difusa en todo el cerebro. Así, las diferentes funciones de hecho podrían ser atribuidos a regiones particulares del cerebro, pero que una localización más fina era deficiente. 
El documento que publicó sus resultados, titulada Recherches sur les Experimentales propriétés et les fonctions du système nerveux dons les vertébrés animaux (experimentales investigaciones sobre las propiedades y las funciones del sistema nervioso en los animales vertebrados), fue objeto de un informe altamente elogiosa por Cuvier, adoptada por la Academia Francesa de Ciencias en 1822. 
Flourens fue elegido por Cuvier en 1828 para ofrecer un curso de conferencias sobre la historia natural en el Collège de France, y en el mismo año se convirtió, en la sucesión a LAG Bosc, un miembro del Instituto, en la división "rurale Económica." En 1830 se convirtió en el sustituto de Cuvier como profesor de anatomía humana en el Jardin du roi, y en 1832 fue elegido para el cargo de profesor titular, que dejó vacante la cátedra de anatomía comparada creado para él en el museo del Jardin del mismo año . En 1833 Flourens, de conformidad con la petición de morir de Cuvier, fue nombrado secretario perpetuo de la Academia de Ciencias; y en 1838 fue devuelto como diputado por el distrito de Béziers. En 1840 fue elegido, en lugar de Victor Hugo, para suceder a Jean François Michaud en la Academia Francesa; y en 1845 fue nombrado comandante de la Legión de Honor, y en el año siguiente un par de Francia. En 1841, fue elegido miembro extranjero de la Real Academia Sueca de Ciencias.
En marzo de 1847 Flourens llamó la atención de la Academia de Ciencias para el efecto anestésico del cloroformo en animales.
En la revolución de 1848 se retiró completamente de la vida política; y en 1855 aceptó la cátedra de historia natural en el Collège de France. Murió en Montgeron, cerca de París el 6 de diciembre de 1867.

## Oposición al darwinismo
Flourens se opuso al darwinismo y criticó la idea de la selección natural. En 1864, escribió el Examen du livre du M. Darwin sur l'Origine des Espèces. Refutó los argumentos de la generación espontánea.
Era creacionista y defendía la fijeza de las especies. Flourens criticó a Charles Darwin por personificar la naturaleza. Argumentó que la selección natural es un término contradictorio, ya que la naturaleza no selecciona. El libro de Flourens nunca se tradujo al inglés y ningún crítico intentó refutar sus argumentos en detalle. Sin embargo, Thomas Henry Huxley discrepó de su crítica al darwinismo, señalando que «sus objeciones a los detalles son de las viejas, tan trilladas y manidas en este lado del Canal, que ni siquiera un revisor trimestral podría ser inducido a retomarlas con el propósito de volver a criticar al Sr. Darwin».